# Кјаренцо (Фрозиноне)
Кјаренцо је насеље у Италији у округу Фрозиноне, региону Лацио.
Према процени из 2011. у насељу је живело 48 становника. Насеље се налази на надморској висини од 592 м.